# Stand In Line
Stand in Line es el primer álbum de estudio de la banda de heavy metal estadounidense Impellitteri.

## Lista de canciones
1. Stand in Line (Impellitteri, Bonnet) - 4:34
2. Since You've Been Gone (Ballard) - 3:58
3. Secret Lover (Impellitteri, Bonnet) - 3:27
4. Somewhere Over the Rainbow (Arlen, Harburg) - 5:35
5. Tonight I Fly (Impellitteri, Bonnet) - 3:52
6. White and Perfect (Impellitteri, Bonnet, Wright, Torpey) - 4:23
7. Leviathan (Impellitteri, Bonnet, Wright, Torpey) - 3:51
8. Goodnight and Goodbye (Impellitteri, Bonnet) - 3:12
9. Playing With Fire (Impellitteri) - 2:40

## Personal
- Chris Impellitteri - guitarras
- Graham Bonnet - voz
- Phil Wolfe - teclado
- Chuck Wright - bajo
- Pat Torpey - batería

- Datos: Q5234865